# BEHER
BEHER, или Bernardo Hernández (Бернардо Эрнандес) — одна из наиболее признанных в мире испанских фабрик по производству хамона. Находится в зарегистрированном месте происхождения D.O. Jamón de Guijuelo (Хамон де Гихуэло), в городе Гихуэло (провинция Саламанка, Испания). Это семейный бизнес в третьем поколении, основанный в 1930-х годах. На сегодняшний день компания является одной из 300 самых крупных фабрик автономии Кастилия и Леон.
В 2001 и 2004 году BEHER была названа «Лучшей международной компанией» на Франкфуртской выставке мясопродуктов IFFA Delicat, главной международной выставке мясной продукции, проводящейся каждые три года. Среди всех продуктов фабрики выделяется «Бейота Оро» («Bellota Oro») — который в 2007 и 2010 годах, на двух последних проведенных выставках, был признан «Лучшим хамоном в мире».

## История

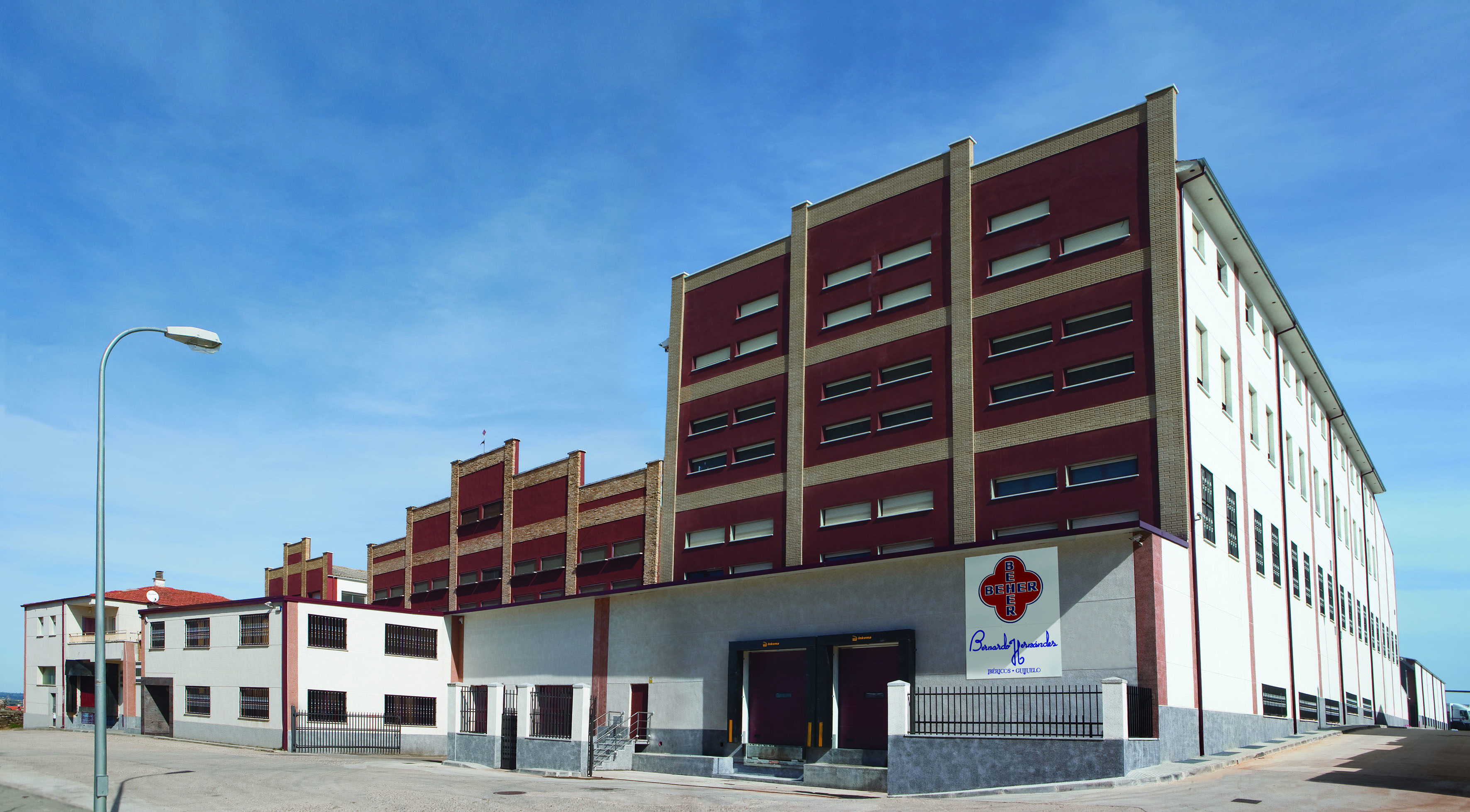
Фабрика BEHER в Гихуэло

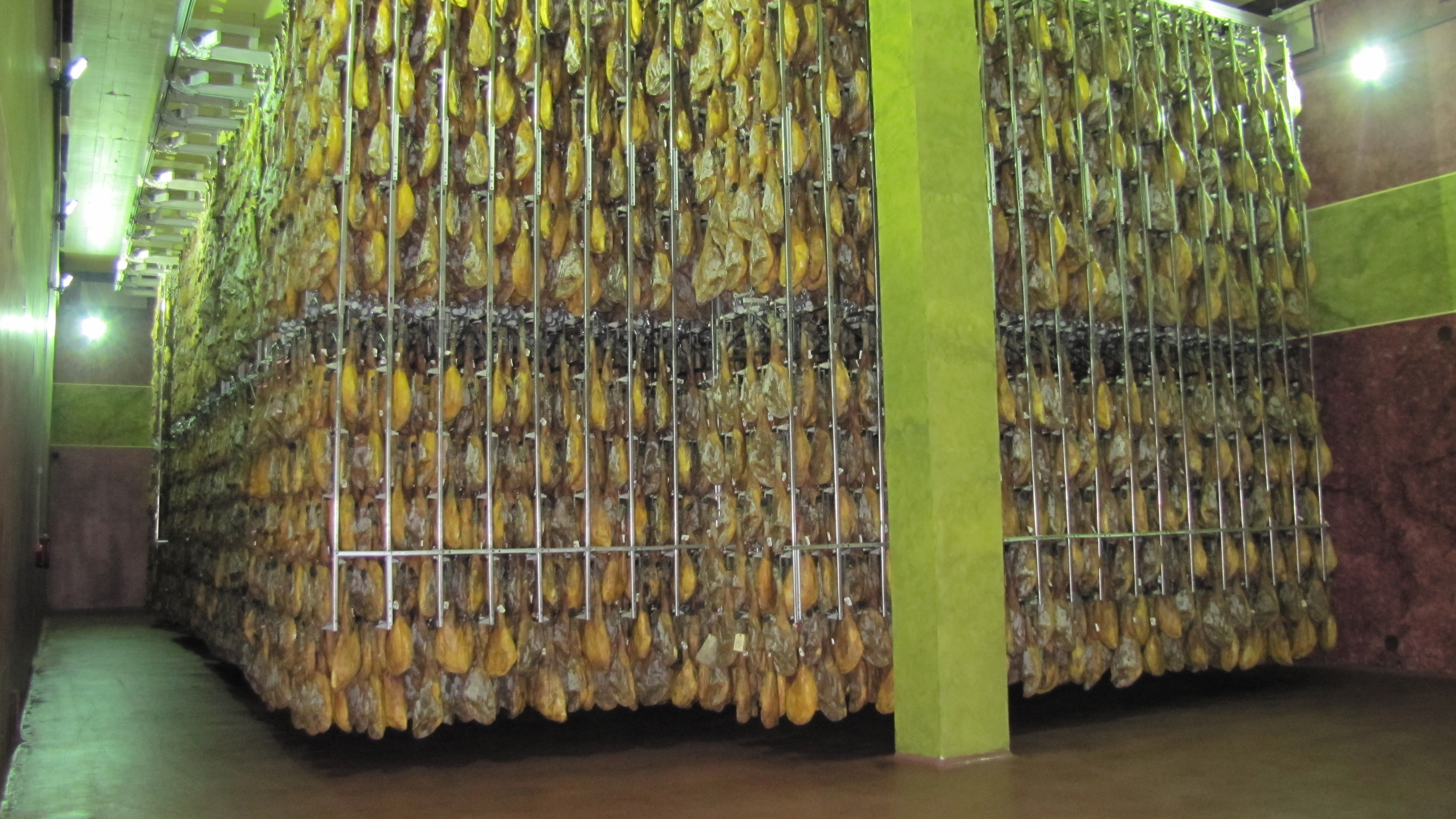
Хранилище для вяления на фабриках BEHER в Гихуэло

В начале 1930-х годов Бернардо Эрнандес Бласкес (Bernardo Hernández Blázquez) открыл собственное скотобойное дело, применяя накопленный семейный опыт, и основал предприятие, полностью посвященное производству мясопродуктов. В 70-х годах сын основателя, Бернардо Эрнандес Гарсия (Bernardo Hernández García), возглавил предприятие и начал выращивание иберийских свиней на собственной ферме. На сегодняшний день уже его дети управляют компанией, являющейся одной из 6 лучших в данном секторе, с квотой на рынке в 2 %. Продукция фирмы экспортируется на все континенты, более чем в тридцать стран мира, среди которых можно выделить Гонконг, Корею, Японию, Австралию, Бразилию, Россию и весь Евросоюз.
В 2010 году предприятие расширило свои владения, достигнув площади 19 500 м², теперь компания включает самое высокое в данном регионе уникальное хранилище, высотой в 8 метров.

## Продукция

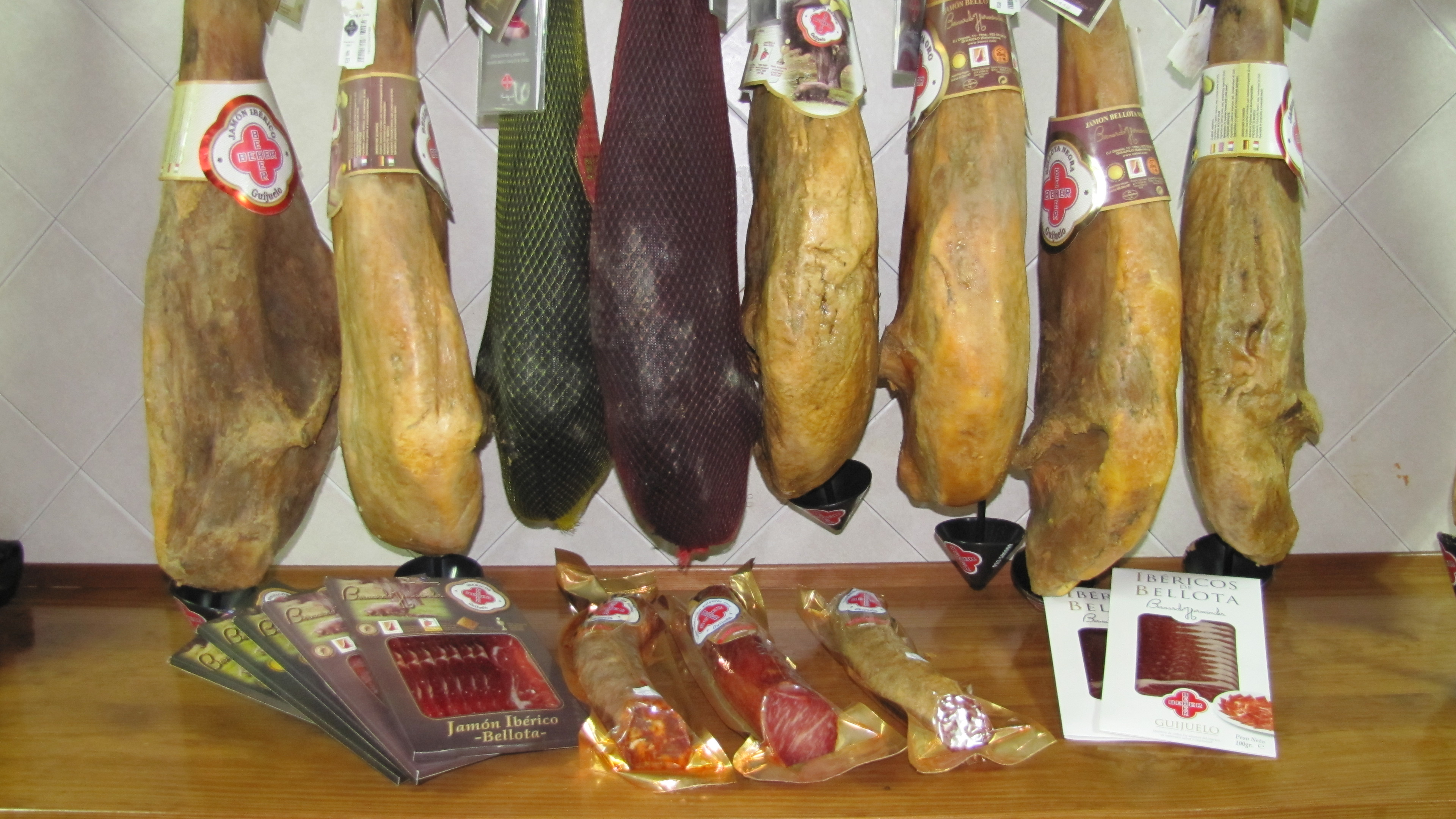
Выставочный зал колбас и хамонов бейота D.O. Jamón de Guijuelo, BEHER

BEHER занимается производством на всех этапах, от выращивания свиней на своих фермах до ручной нарезки хамона, таким образом достигается однородное производство, узнаваемое по всему спектру колбас и мясных закусок:
- Хамон иберико бейота и Палета иберико бейота
- Колбасные изделия иберико бейота: ломо, чоризо, лонганиза, бекон и сальчичон.

### Линии продуктов
- Золотая Этикетка (Etiqueta Oro): хамон и палета иберико бейота (ibérico bellota). Отличаются высоким содержанием олеиновой кислоты.
- Черная Этикетка (Etiqueta Negra): хамон иберико бейота (ibérico bellota).
- Красная Этикетка (Etiqueta Roja): хамон и палета иберико ресебо (ibérico recebo).
- Нарезка: нарезка произведена маэстро Ансельмо Пересом (Anselmo Pérez), действующим чемпионом по нарезке хамона.

## Премии и награды

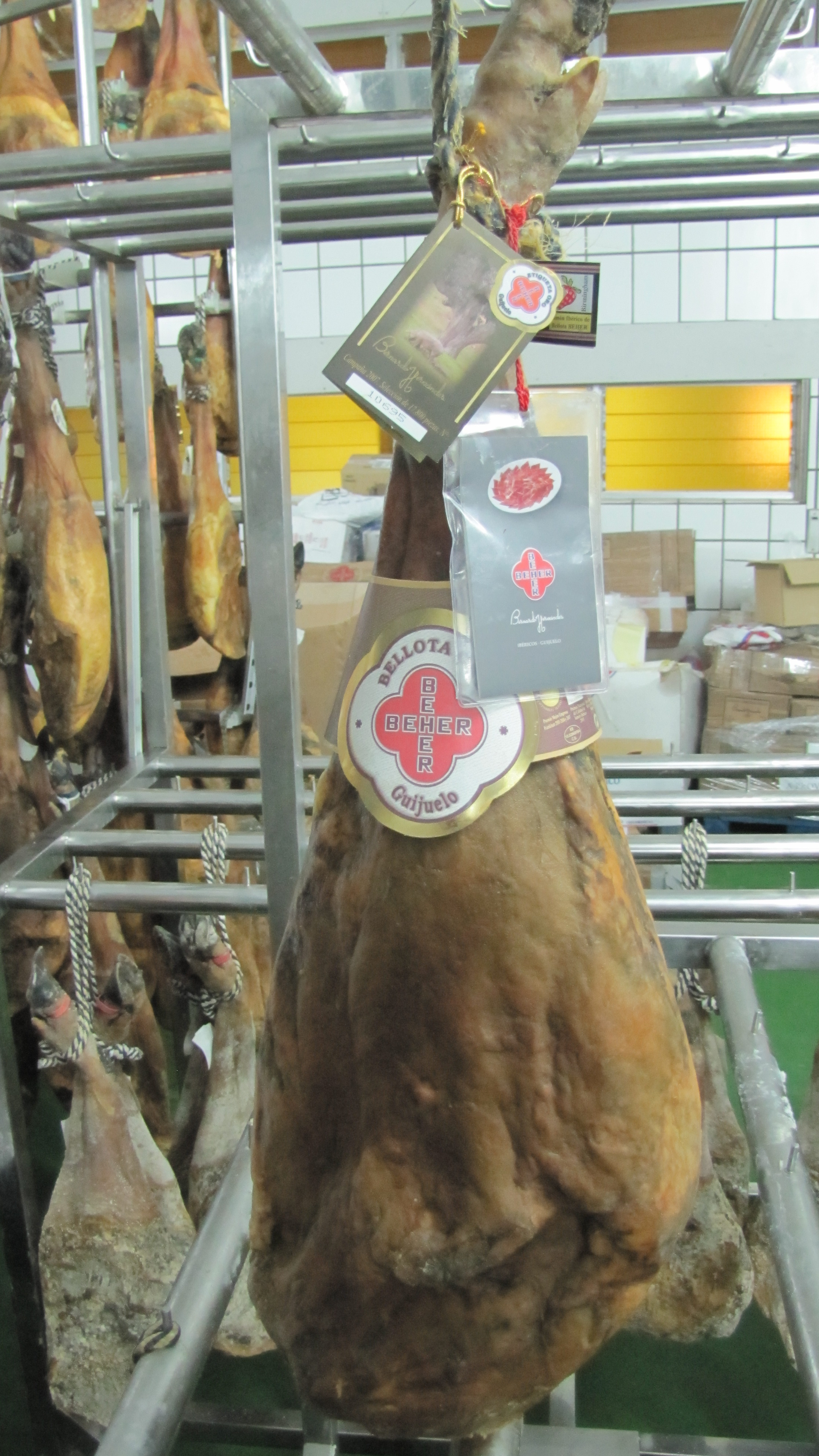
BEHER «Bellota Oro» был назван «Лучшим хамоном мира» на выставке IFFA Delicat в 2007 и 2010 годах

Среди главных премий и знаков отличия, полученных продуктами марки BEHER, можно выделить следующие:
- Франкфуртская ярмарка — IFFA Delicat (Германия), главная международная выставка мясных продуктов:[8]
  - 1995: 5 золотых медалей
  - 2001: 10 золотых медалей и Почетная Премия «Лучшая Иностранная Компания»
  - 2004: 13 золотых медалей и Почетная Премия «Лучшая Иностранная Компания»
  - 2007: Специальный Гран При в категории хамонов, 14 золотых медалей и Почетная премия в категории колбасных изделий
  - 2010: Специальный Гран При в категории хамонов, 16 золотых медалей
- Food & Drink Expo (Бирмингем):
  - 2006: Премия «лучший международный продукт»
- SUFFA (Штутгарт):
- 2006: 3 золотых медали
- Great Taste (Великобритания):
- 2006: Бронзовая медаль.
- Национальный Салон Хамона (SANJA), Теруэль (Испания):
  - 2001: Национальная премия качества хамона